# معامل الربط
في الكيمياء الدوائية وعلم الأدوية، معامل الربط هو كمية تمثل مدى ارتباط المركب الكيميائي بجزيء ضخم.يمكن استخلاص معامل الربط التفضيلي من نظرية حل كيركوود-بوف للمحاليل. يتم تعريف الارتباط التفضيلي على أنه تعبير ديناميكي حراري يصف ارتباط المذيب الإضافي على المذيب. يتم ذلك في نظام مفتوح لكل من المذيب الإضافي والمذيب.وبالتالي، فإن معاملات التفاعل التفضيلية هي مقاييس للتفاعلات التي تتضمن "المواد المذابة التي تشارك في التفاعل في المحلول".